# Glycophyte
Les plantes glycophytes sont les plantes que l’on ne rencontre pas naturellement sur un substrat salin mais pouvant tolérer, plus ou moins, une certaine quantité de sels. Parmi les glycophytes figurent donc des plantes sensibles et d’autres tolérantes à l’action de la salinité.